# 西北风毛菊
西北风毛菊（学名：Saussurea petrovii）是菊科风毛菊属的植物，为中国的特有植物。分布在中国大陆的甘肃、内蒙古等地，生长于海拔1,700米至2,500米的地区，一般生长在山坡，目前尚未由人工引种栽培。

## 异名
- Saussurea petrovii Lipsch. var. latifolia H. C. Fu